# Josef Schneider (Schriftsteller)
Josef Schneider (* 12. Mai 1911 in Dorf Jauernig, Österreich-Ungarn; † 11. Dezember 1969 in Freising) war ein deutscher Schriftsteller und Lyriker sudetendeutscher Herkunft sowie nationalsozialistischer Kulturreferent im Reichspropagandaamt in Reichenberg.

## Leben und Wirken
Schneider stammte aus dem späteren Landkreis Freiwaldau im damaligen Mährisch-Schlesien. Nach dem Besuch der Gymnasien in Weidenau und Freudenthal studierte er Germanistik und Geschichte an der Deutschen Universität Prag. Dort promovierte er 1936. Noch als Student legte er 1936 seinen ersten Gedichtband vor. Nach der deutschen Besetzung des Sudetenlandes wurde Schneider Kulturreferent im Reichspropagandaamt, Bereich Sudetenland, in Reichenberg. Ende August 1939 eröffnete er im Auftrag des Landeskulturverwalters Franz Höller eine Ausstellung von Kriegs- und Heimatbildern des Malers Karl W. Bernt im Gewerbemuseum Reichenberg. Er war Mitglied der NSDAP.
Nach der Vertreibung aus der Tschechoslowakei war er ab 1954 als Lehrer für Deutsch und Geschichte am Camerloher-Gymnasium Freising tätig.

## Auszeichnungen
- 1943 Adalbert-Stifter-Preis
- 1961 Sudetendeutscher Kulturpreis für Literatur

## Werke
- Ewiger Arbeitstag – Gedichte. Adam Kraft, Karlsbad-Drahowitz 1936.
- Unergründliches Herz. 1940.
- Wiedersehen in Prag. In: Der Silberspiegel Nr. 7 vom 25. März 1941.
- Gruß der Heimat. Eine Auswahl sudetendeutscher Dichtung für die Front. Kraft, Karlsbad, Leipzig 1942.